# Autopista del Norte de Tenerife
La Autopista del Norte de Tenerife o TF-5, se encuentra en la isla homónima (Canarias, España). Consta de un tramo de autopista de 39,5 km que parte de la capital, Santa Cruz de Tenerife, recorre el nordeste y norte de la isla hacia Puerto de la Cruz, enlazando con importantes núcleos como San Cristóbal de La Laguna, Tacoronte y El Sauzal, así como el Aeropuerto del Norte, y termina en Los Realejos, prosiguiendo como carretera convencional hasta El Tanque, aunque el último tramo esté señalizado como vía para automóviles, el Anillo Insular. Recorre 10 de los 31 municipios de la isla y constituye, junto con la Autopista del Sur, el eje fundamental de los transportes de la isla de Tenerife.

## Historia
A mediados de los Años 1940 se inauguraron las instalaciones civiles del aeropuerto de Los Rodeos. La importancia del mismo y la relativa lejanía de la capital (unos 12 km) hicieron necesaria la construcción de una vía en condiciones, ya que la carretera general que une Santa Cruz de Tenerife con La Laguna  (TF-180) atraviesa numerosos núcleos de población. Así, se diseñó una autopista de dos carriles por sentido que uniría la capital y el aeropuerto, dotando, además, a Santa Cruz de Tenerife, de una avenida de entrada que completase la circunvalación a la ciudad, comprendida por la propia Avenida Tres de Mayo (antesala de la autopista), la Avenida de Anaga (o avenida marítima) y la Rambla de Santa Cruz. Esta vía fue proyectada en 1941 por el ingeniero Carlos Hardisson y las obras comenzaron el 17 de mayo de 1944 prolongándose hasta los Años 1950. Las obras fueron realizadas por el Cabildo Insular de Tenerife y el Ministerio de Obras Públicas. De este modo, esta vía se convertió en la primera autopista en Canarias.  

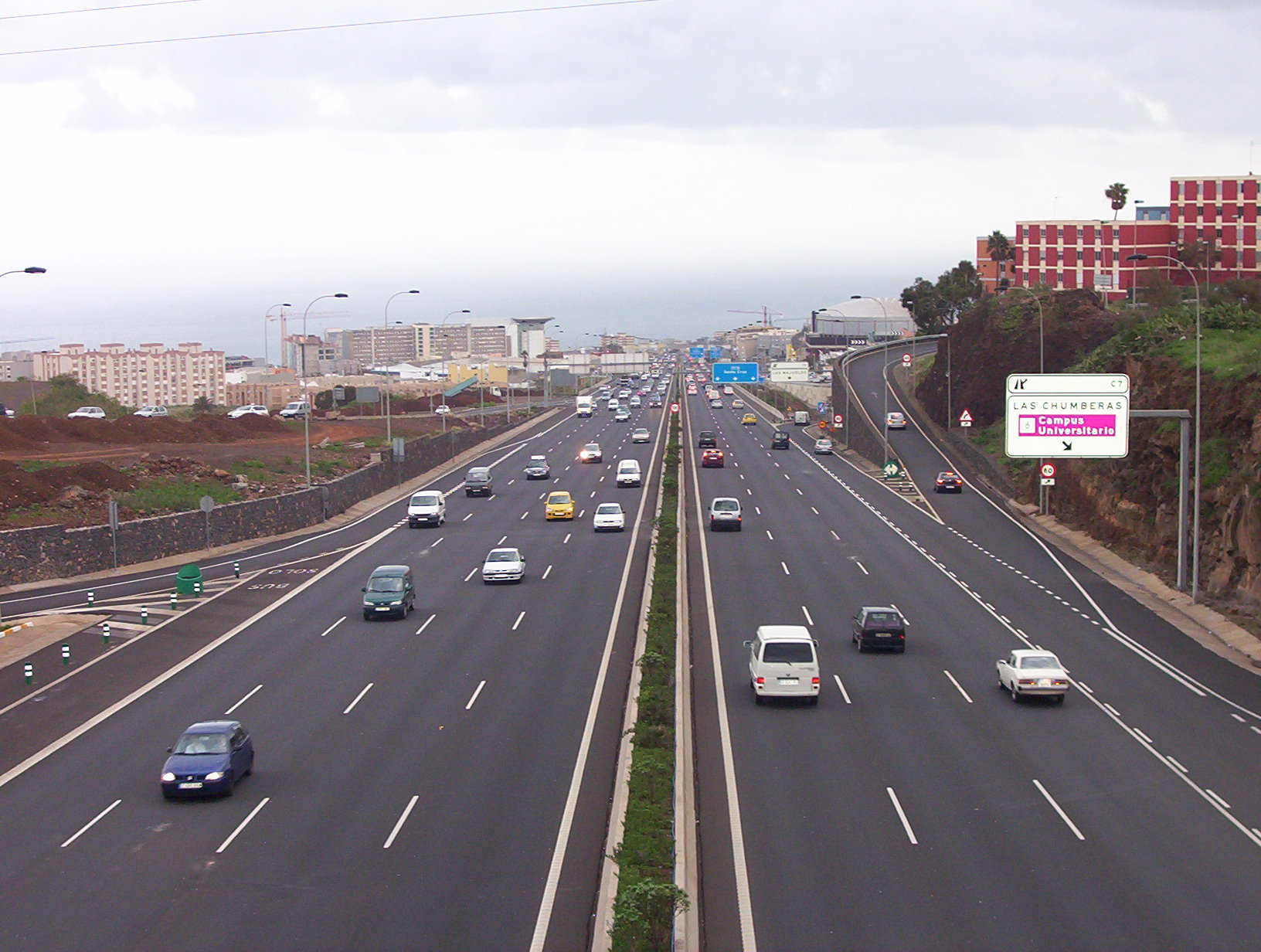
Tramo de la autopista a la altura de La Laguna.

La importancia que cobró esta nueva vía fue tal que a lo largo de los años comenzó su ampliación, tanto en longitud como en capacidad de vehículos. Así, a mediados de los 90, la Autopista del Norte contaba con cuatro carriles de subida y tres de bajada desde Santa Cruz hasta La Laguna y dos por sentido desde esta ciudad hasta Puerto de la Cruz. Fue por estas fechas cuando comenzaron los trabajos más ambiciosos en torno a la propia autopista.
En primer lugar, se renovó la mediana con el objeto de facilitar el drenaje de la misma a raíz de las inundaciones del 31 de marzo de 2002. También se renovaron por completo casi todos los enlaces entre Santa Cruz de Tenerife y La Laguna, sustituyéndolos por rotondas y tramos subterráneos. Se añadió un tercer carril por sentido desde La Laguna hasta el aeropuerto y se prolongó unos 9 km hasta Los Realejos, continuando de ahí en adelante en una carretera convencional.
Esta ambiciosa renovación, que obligó incluso a desarrollar un trazado provisional de unos 5 km paralelo a la autopista, tardó cerca de cinco años. Casi todos los trabajos se finalizaron en dos años, pero las dificultades técnicas que entrañaban el enlace del barrio lagunero de Anchieta aconsejaron retrasar el ensanche a tres carriles por sentido en ese tramo, de algo más de 500 metros. Así, con las obras del Tranvía de Tenerife se hizo necesario proceder a la renovación de los accesos a La Laguna, lo que se aprovechó para soterrar la autopista por ese tramo y dotarla del tercer carril.
Coincidiendo con la creación del Anillo Insular, en julio de 2014 se abrió el tramo Icod de los Vinos - El Tanque de 12 kilómetros de longitud, con 2 carriles en sentido ascendente y uno en sentido descendente, que se une a la carretera insular TF-5 desde Los Realejos hasta Icod de los Vinos, tramo que posee un promedio cercano a los 30.000 vehículos/día con únicamente un carril por sentido.
El 14 de noviembre de 2019 se iniciaron las obras del Tramo El Tanque - Santiago del Teide  del Anillo Insular de Tenerife, con 11,3 kilómetros de longitud, con un carril por sentido salvo en los túneles, donde será de dos.
En la actualidad, es la autopista que soporta la mayor densidad de tráfico de Canarias, con tramos en los que se superan los 100.000 coches al día, alcanzando practicante los 115.000 vehículos/día de pico en 2019. Destacar que existen tramos de esta Autopista con 100.000 vehículos/día y apenas 2 carriles por sentido.

## Inauguración de los tramos
| Origen                                                            | Destino          | Inauguración |
| ----------------------------------------------------------------- | ---------------- | ------------ |
| 0 Tres de Mayo                                                    | 1 Ramblas        | 2003         |
| 1 Ramblas                                                         | 12 El Portezuelo | Años 19501   |
| 12 El Portezuelo                                                  | 14 Guamasa       | 1979         |
| 14 Guamasa                                                        | 23 La Matanza    | 1967         |
| 23 La Matanza                                                     | 32 Puerto Cruz   | 1973         |
| 32 Puerto Cruz                                                    | 39 Los Realejos  | 1998         |
| Tramo Icod-El Tanque                                              |                  |              |
| 51 Icod                                                           | 62 El Tanque     | 2014         |
| 1: Su apertura data de entre 1953 a 1961, aunque falta referencia |                  |              |

## Recorrido
La TF-5 tiene tres tramos principales: uno categorizado como autopista hasta, aproximadamente, el p.k. 40, discurriendo desde Santa Cruz hasta Los Realejos; otro de carretera general con cruces a nivel de Los Realejos hasta el barrio de Buen Paso, en el municipio de Icod de los Vinos, y uno último caracterizado como vía para automóviles (un solo carril por sentido con cruces a distinto nivel) que llega hasta El Tanque.

### Municipios atravesados
- Santa Cruz de Tenerife
- San Cristóbal de La Laguna
- Tacoronte
- El Sauzal
- La Matanza
- La Victoria
- Santa Úrsula
- La Orotava
- Puerto de la Cruz
- Los Realejos
- San Juan de la Rambla
- La Guancha
- Icod de los Vinos
- Garachico
- El Tanque

Con el proyecto del cierre del Anillo Insular de Tenerife se incluirán en la autopista los siguientes municipios a futuro:
- Los Silos
- Santiago del Teide

### Salidas y enlaces
| Señal | Sentido El Tanque (ascendente)                                                                                            | Número de Salida | Número de Salida | Sentido Santa Cruz de Tenerife (descendente)                                                                              | Señal | Carretera que enlaza |
| ----- | --- | ---------------- | ---------------- | --- | ----- | -------------------- |
|       | Túnel Juan Amigó de Lara (1 km)                                                                                           |                  |                  | Avda. Tres de Mayo Santa Cruz de Tenerife                                                                                 |       |                      |
|       | Inicio de la Autopista del Norte TF-5                                                                                     |                  |                  | Fin de la Autopista del Norte TF-5                                                                                        |       |                      |
|       | Somosierra TF-1 Candelaria - Los Cristianos - Aeropuerto Sur                                                              | 1                | 1                | |       | TF-1                 |
|       | |                  |                  | Rambla de Santa Cruz Santa Cruz de Tenerife Buenos Aires Cabo-Llanos                                                      |       |                      |
|       | TF-192 Chamberí - Somosierra                                                                                              | 3                | 3A               | Chamberí |       | TF-29                |
|       | TF-192 Chamberí - Somosierra                                                                                              | 3                | 3B               | TF-29 Candelaria |       | TF-29                |
|       | TF-192 Taco - Ofra - Hospital La Candelaria                                                                               | 4                | 4C               | Polígono industrial El Mayorazgo                                                                                          |       |                      |
|       | TF-192 Taco - Ofra - Hospital La Candelaria                                                                               | 4                | 4B               | TF-192 Taco |       |                      |
|       | TF-192 Taco - Ofra - Hospital La Candelaria                                                                               | 4                | 4A               | TF-192 Ofra - Hospital La Candelaria                                                                                      |       |                      |
|       | |                  |                  | Polígono industrial Las Torres de Taco                                                                                    |       |                      |
|       | Finca La Multa Campus de Ciencias de la Salud                                                                             | 5A               | 5B               | TF-194 La Cuesta - Hospital Universitario                                                                                 |       |                      |
|       | TF-194 La Cuesta - Hospital Universitario                                                                                 | 5B               | 5B               | TF-194 La Cuesta - Hospital Universitario                                                                                 |       |                      |
|       | TF-194 Taco El Cardonal                                                                                                   | 5C               | 5C               | TF-194 Taco - El Tablero El Cardonal                                                                                      |       |                      |
|       | Los Majuelos | 5D               | 5C               | TF-194 Taco - El Tablero El Cardonal                                                                                      |       |                      |
|       | | 6                | 6                | Los Majuelos |       |                      |
|       | Las Chumberas Campus de Guajara                                                                                           | 7A               | 7D               | Los Majuelos |       | TF-2                 |
|       | Las Chumberas Campus de Guajara                                                                                           | 7A               | 7C               | Las Chumberas Campus de Guajara                                                                                           |       | TF-2                 |
|       | TF-2 Santa María del Mar Conexión con TF-1                                                                                | 7B               | 7A               | Las Chumberas Campus de Guajara                                                                                           |       | TF-2                 |
|       | TF-2 Santa María del Mar Conexión con TF-1                                                                                | 7B               | 7B               | TF-2 Santa María del Mar Conexión con TF-1                                                                                |       | TF-2                 |
|       | San Cristóbal de La Laguna TF-13 Tegueste                                                                                 | 8A               | 8A               | Guajara TF-13 Tegueste |       | TF-13 TF-24 TF-263   |
|       | Avda. Trinidad San Cristóbal de La Laguna TF-24 La Esperanza - Parque Nacional del Teide TF-263 Geneto Campus de Anchieta | 8B               | 8B               | Avda. Trinidad San Cristóbal de La Laguna TF-24 La Esperanza - Parque Nacional del Teide TF-263 Geneto Campus de Anchieta |       | TF-13 TF-24 TF-263   |
|       | San Cristóbal de La Laguna                                                                                                | 10A              | 10               | San Cristóbal de La Laguna San Benito El Coromoto                                                                         |       |                      |
|       | San Benito El Coromoto | 10B              | 10               | San Cristóbal de La Laguna San Benito El Coromoto                                                                         |       |                      |
|       | Aeropuerto Norte TF-152 San Lázaro                                                                                        | 11               | 11               | Aeropuerto Norte TF-152 San Lázaro - San Cristóbal de La Laguna                                                           |       | TF-152               |
|       | TF-152 El Portezuelo TF-235 Cruz Chica                                                                                    | 12               | 12               | |       | TF-152 TF-235        |
|       | TF-152 Guamasa - Valle de Guerra                                                                                          | 14               | 14               | TF-152 Guamasa - Valle de Guerra - Tegueste TF-235 Cruz Chica                                                             |       | TF-152 TF-235        |
|       | |                  |                  | Estación de servicio |       |                      |
|       | | 16               | 16               | TF-235 Polígono industrial Piedras de Torres                                                                              |       | TF-235               |
|       | TF-152 Los Naranjeros - Tacoronte TF-228 Aguagarcía                                                                       | 17               | 17               | TF-152 Los Naranjeros - Tacoronte TF-228 Aguagarcía                                                                       |       | TF-152 TF-228        |
|       | TF-152 Tacoronte | 19               | 19               | TF-152 Tacoronte |       | TF-152               |
|       | TF-172 El Sauzal | 21               | 21               | TF-172 El Sauzal |       | TF-152 TF-172        |
|       | |                  |                  | Estación de servicio San José                                                                                             |       | TF-215               |
|       | TF-217 La Matanza de Acentejo TF-174 El Caletón Urb. Puntillo del Sol                                                     | 23               | 23               | TF-217 La Matanza de Acentejo TF-174 El Caletón Urb. Puntillo del Sol                                                     |       | TF-174 TF-217        |
|       | |                  |                  | Estación de servicio |       |                      |
|       | La Victoria de Acentejo TF-174 Urb. La Palmita                                                                            | 27               | 27               | La Victoria de Acentejo TF-174 Urb. La Palmita                                                                            |       | TF-174               |
|       | TF-213 Santa Úrsula | 28               | 28               | TF-213 Santa Úrsula |       | TF-213               |
|       | La Quinta Santa Úrsula | 29               | 29               | La Quinta Santa Úrsula |       |                      |
|       | TF-217 Cuesta de la Villa - La Orotava                                                                                    | 31               | 31               | TF-217 Cuesta de la Villa - Santa Úrsula                                                                                  |       | TF-217               |
|       | TF-31 Puerto de la Cruz TF-176 El Rincón Las Dehesas                                                                      | 32               | 32               | TF-31 Puerto de la Cruz TF-176 El Rincón Las Dehesas                                                                      |       | TF-31 TF-176 TF-217  |
|       | TF-211 La Orotava - Parque Nacional del Teide                                                                             | 33               | 33               | TF-211 La Orotava - Parque Nacional del Teide                                                                             |       | TF-211               |
|       | El Mayorazgo | 34               | 34               | El Mayorazgo |       |                      |
|       | |                  |                  | Parque de bomberos de La Orotava                                                                                          |       |                      |
|       | TF-320 Las Arenas - Puerto de la Cruz Polígono industrial de San Jerónimo San Nicolás Cruz de los Martillos               | 35               | 35               | TF-320 Las Arenas - Puerto de la Cruz Polígono industrial de San Jerónimo San Nicolás Cruz de los Martillos               |       | TF-320               |
|       | TF-320 La Vera TF-333 La Montañeta Centro Comercial La Villa                                                              | 36               | 36               | TF-320 La Vera - Las Arenas TF-333 La Montañeta Centro Comercial La Villa                                                 |       | TF-320 TF-333        |
|       | La Higuerita | 38               | 38               | La Higuerita |       |                      |
|       | Fin de la Autopista del Norte TF-5 Inicio de la carretera general del Norte TF-5                                          |                  |                  | Inicio de la Autopista del Norte TF-5                                                                                     |       |                      |
|       | TF-324 Los Realejos TF-320 Toscal - Longuera                                                                              | 39               | 39               | TF-324 Los Realejos TF-320 Toscal - Longuera                                                                              |       | TF-320 TF-324        |
|       | TF-334 San Vicente - Tigaiga                                                                                              | Enlace a nivel   | Enlace a nivel   | TF-334 San Vicente - Tigaiga                                                                                              |       | TF-334               |
|       | Playa El Socorro |                  |                  | Playa El Socorro |       |                      |
|       | Estación de servicio |                  |                  | |       |                      |
|       | |                  |                  | Estación de servicio |       |                      |
|       | San Juan de la Rambla Las Aguas                                                                                           |                  |                  | |       |                      |
|       | |                  |                  | San Juan de la Rambla TF-351 La Guancha                                                                                   |       | TF-351               |
|       | Santa Catalina | Enlace a nivel   | Enlace a nivel   | Santa Catalina |       |                      |
|       | TF-352 La Guancha | Enlace a nivel   | Enlace a nivel   | TF-352 La Guancha |       | TF-352               |
|       | Estación de servicio |                  |                  | |       |                      |
|       | Santo Domingo |                  |                  | |       |                      |
|       | Santo Domingo | Enlace a nivel   | Enlace a nivel   | Santo Domingo |       |                      |
|       | Las Cucharas | Enlace a nivel   | Enlace a nivel   | Las Cucharas |       |                      |
|       | TF-42 Icod de los Vinos - Buenavista del Norte Las Cucharas                                                               |                  |                  | TF-42 Icod de los Vinos - Buenavista del Norte Las Cucharas                                                               |       |                      |
|       | TF-366 El Amparo - Icod de los Vinos                                                                                      | 55               | 55               | TF-366 El Amparo - Icod de los Vinos                                                                                      |       | TF-366               |
|       | Túnel de La Vega (1240 m)                                                                                                 |                  |                  | Túnel de La Vega (1240 m)                                                                                                 |       |                      |
|       | Fin de la carretera general del Norte TF-5 TF-82 El Tanque - Santiago del Teide - Garachico                               |                  |                  | Inicio de la carretera general del Norte TF-5                                                                             |       | TF-82                |

## I. M. D.
| AÑO  | PK 1    | PK 2,5  | PK 3,85 | PK 7    | PK 9,2  | PK 11,1 | PK 15,4 | PK 22,3 | PK 33,3 | PK 39,8 | PK 46,6 | PK 56,7 |
| ---- | ------- | ------- | ------- | ------- | ------- | ------- | ------- | ------- | ------- | ------- | ------- | ------- |
| 2019 | 27.942  | 94.914  | 105.060 | 113.107 | 113.111 | 105.986 | 89.091  | 74.947  | 69.365  | 29.242  | 28.128  | 8.260   |
| 2018 | 28.029  | 93.121  | 102.569 | 114.734 | 110.837 | 105.807 | 89.509  | 70.796  | 64.448  | 30.010  | 28.038  | 8.229   |
| 2017 | 26.602  | 90.985  | 104.037 | 112.801 | 111.267 | 104.532 | 88.281  | 70.056  | 66.237  | 28.641  | 28.654  | 7.658   |
| 2016 | 26.551  | 90.913  | 103.762 | 111.015 | 100.685 | 102.677 | 85.798  | 68.364  | 64.806  | 28.436  | 27.109  | 6.707   |
| 2015 | 27.406  | 88.903  | 101.003 | 109.372 | 100.273 | 100.431 | 82.705  | 63.059  | 62.166  | 25.772  | 25.268  | 5.134   |
| 2014 | 25.695  | 85.624  | 97.558  | 106.522 | 98.887  | 95.260  | 80.712  | 61.348  | 60.461  | 25.128  | 24.887  | 4.497   |
| 2010 | 24.274  | 92.891  | 114.494 | 114.943 | 96.076  | 102.554 | 83.978  | 64.819  | 64.088  | 26.341  | 22.626  |         |
| 2005 | 103.658 | 118.177 |         | 113.437 |         | 74.066  | 93.580  | 62.081  | 61.076  | 26.390  | 25.586  |         |
| 2000 | 84.220  | 104.640 |         |         |         |         | 61.157  | 54.690  | 46.385  | 20.154  | 18.212  |         |

Datos extraídos de la web de aforos del Cabildo de Tenerife.

## Futuro
En la actualidad existen tres proyectos al respecto de esta autopista: 
- El primero, que es el más complejo, supone modificar su trazado y provocar que circunde el Aeropuerto del Norte por el sur del mismo, para no atravesar el núcleo urbano de La Laguna, que se ha extendido más allá de la actual autopista.
- El segundo proyecto, que aún está en período de estudio, consiste en añadir un tercer carril por sentido hasta Puerto de la Cruz.
- El tercer proyecto, que es el más avanzado, a excepción del Tramo Los Realejos - Icod de los Vinos,[12] supone prolongar la autopista más allá de su final actual; esta obra está enmarcada dentro del Anillo insular, que prevé conectar la Autopista del Norte con la Autopista del Sur (TF-1).